# Błogie Milczenie

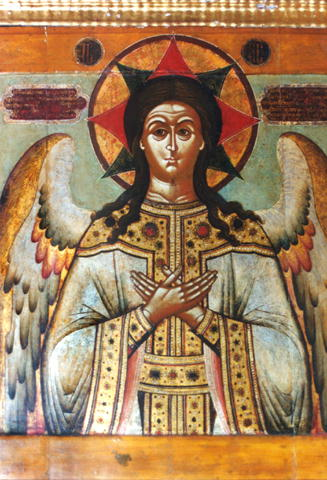
Błogie Milczenie z XVII w.

Błogie Milczenie – ikonograficzny typ wyobrażenia Jezusa Chrystusa, przedstawiający go pod postacią Anioła Wielkiej Rady, przed wcieleniem, pod postacią młodzieńca ze skrzydłami za plecami, odzianego w białą dalmatykę z szerokimi rękawami. Ręce są złożone na krzyż i przyciśnięte do piersi. Nimb wokół głowy nie jest jeszcze krzyżowy, a podobny do ośmioramiennej gwiazdy (jedyny ikonograficzny typ wyobrażenia Chrystusa z nimbem Pana Sawaofa). Gwiazdę tworzą dwa kwadraty, z których jeden oznacza bóstwo Stwórcy-Wszechwładcy, drugi oznacza szczególny mrok niepojętości bóstwa.